# Paralebra singularis
Paralebra singularis är en insektsart som först beskrevs av Baker 1899.  Paralebra singularis ingår i släktet Paralebra och familjen dvärgstritar. Inga underarter finns listade i Catalogue of Life.